# Kurunegala
Kurunegala (syng. කුරුණෑගල, tamil. குருணாகல்) – miasto na Sri Lance, stolica prowincji Północno-Zachodniej. Miasto jest oddalone o ok. 116 km od Kolombo oraz ok. 42 km od Kandy. 
Według danych z 2003 roku miasto liczy 28 337 mieszkańców.